# Muscolo tensore del timpano
Il muscolo tensore del timpano origina dalla porzione cartilaginea della tuba di Eustachio, dall'angolo rientrante formato dalla porzione petrosa del temporale con la sua parte squamosa e dalla porzione di osso sfenoide vicina a quest'angolo. Unisce l'orecchio medio alla faringe. Da qui si dirige obliquamente indietro, in alto e lateralmente accolto in un canale osseo situato sopra la tuba uditiva (di Eustachio), nella parte anteriore della parete mediale del cavo del timpano. Il suo tendine prosegue dallo sbocco del canale, che si trova davanti e poco al di sopra della finestra ovale, piegato ad angolo retto verso l'esterno, attraversa la cassa del timpano e si inserisce presso la radice del manico del martello. Quando viene contratto il tensore del timpano, si ha lo spostamento in senso mediale del manico del martello e quindi si avrà una maggiore tensione della membrana del timpano. Lavora in maniera antagonista con il muscolo stapedio: la prevalenza del muscolo tensore del timpano, aumentando la tensione della membrana, faciliterebbe la trasmissione dei suoni acuti, mentre quella dello stapedio, che svolge una funzione opposta, favorirebbe la trasmissione dei suoni gravi.
Questo muscolo è innervato da un ramo del nervo mandibolare del trigemino. Aggiungiamo che nel canale osseo il muscolo tensore del timpano è circondato da una guaina di tessuto connettivo lasso che ne favorisce lo scorrimento.
Embriologicamente, questo muscolo deriva dalla I tasca dell'apparato faringeo , pertanto ontogenicamente affine ai muscoli masticatori.